# Liège-Bastogne-Liège 1988
La 74e édition de Liège-Bastogne-Liège a eu lieu le 17 avril 1988 et a été remportée par le Néerlandais Adrie van der Poel.
La Doyenne disputée sur un parcours de 260 kilomètres est remportée lors d'un sprint à trois par le champion des Pays-Bas Adrie van der Poel devant le coureur wallon Michel Dernies.

## Classement
| n° | Coureur            | Équipe         | Temps           |
| -- | ------------------ | -------------- | --------------- |
| 1  | Adrie van der Poel | PDM            | 6 h 42 min 00 s |
| 2  | Michel Dernies     | Lotto          | m.t.            |
| 3  | Robert Millar      | Fagor-MBK      | m.t.            |
| 4  | Steven Rooks       | PDM            | à 34 s          |
| 5  | Sean Kelly         | KAS-Canal 10   | à 45 s          |
| 6  | Luc Roosen         | Roland         | m.t.            |
| 7  | Charly Mottet      | Système U      | m.t.            |
| 8  | Rolf Sørensen      | Ariostea-Gres  | m.t.            |
| 9  | Phil Anderson      | TVM-Van Schilt | m.t.            |
| 10 | Martin Earley      | KAS-Canal 10   | m.t.            |